# Гауль, Август
Гео́рг А́вгуст Гауль (нем. Georg August Gaul; 22 октября 1869 года, Гроссхайм, ныне район Ханау, Гессен — 18 октября 1921 года, Берлин, Германия) — немецкий скульптор-анималист.

## Биография
Сын каменщика Филиппа Гауля (1840—1910), Август Гауль с 13 лет начал обучаться в художественной школе в Ханау. Затем в течение двух лет работал на фабрике по изготовлению серебряных изделий. В 1888 году он с помощью своего учителя Вайсе был направлен на учёбу в Берлин. Продолжая учиться в мастерской скульптора Александра Каландрелли, стал завсегдатаем Музея прикладных искусств. Там он получил абонемент для посещения Берлинского зоопарка и увлёкся изучением экзотических животных, целыми днями делая зарисовки с натуры.
С 1894 по 1898 годы А.Гауль работал в мастерской известного берлинского скульптора Рейнгольда Бегаса и принимал участие в обсуждении сооружения монумента кайзеру Вильгельму I у Городского дворца. В 1897 году был направлен в поездку по Италии.
В 1898 году Гауль стал одним из основателей Берлинского сессиона, в который вошли такие художники, как Макс Либерман и Вальтер Лейстиков.
В 1900 году Август Гауль женился на Кларе Хертель (1874—1940). У них родились две дочери (Катарина и Шарлотта) и сын Карл Петер.
В 1912 году создал скульптурную композицию «Борющиеся зубры», которая была передана Кёнигсбергу и установлена перед зданием Верховного суда Восточной Пруссии, символизируя борьбу защиты и обвинения. Одна из немногих сохранившихся в городе после Второй мировой войны, скульптура и сегодня украшает Калининград.
А.Гауль сотрудничал с известным берлинским издателем и торговцем произведениями искусства Паулем Кассирером. Среди его близких друзей были Генрих Цилле и Эрнст Барлах.
Гауль отказался от избрания сенатором Берлинской академии художеств, посчитав, что может успешно заниматься искусством и без официального статуса.
Ряд его произведений находятся в родном Ханау (на Рохусплац и перед школой у фонтана Гауля). Бронзовая скульптура орла его работы установлена на вершине горы в горном массиве Рён. Перед берлинским Ренессанс-театром в 1911 году был установлен его фонтан с утками.
Август Гауль скончался в Берлине в 1921 году от рака и был похоронен на Далемском кладбище.

## Произведения
- Перед зданием театра Возрождения, Берлин
- Старая национальная галерея, Берлин
- Klöpperhaus, Гамбург
- Городской парк Гамбурга
- Музей искусств, Киль
- Скульптура орла на памятнике лётчикам на горе Вассеркуппе